# Cói bắc
Cói bắc hay cỏ bắc, u du Bắc Bộ, u du thân ngắn (danh pháp: Cyperus tonkinensis) là loài thực vật có hoa trong họ Cói. Loài này được C.B.Clarke mô tả khoa học đầu tiên năm 1908.